# Neobeckerella allusa
Neobeckerella allusa är en urinsektsart som beskrevs av John L. Wray 1952. Neobeckerella allusa ingår i släktet Neobeckerella och familjen Hypogastruridae. Inga underarter finns listade i Catalogue of Life.